# Colônia Tirolesa de Piracicaba
A Colônia Tirolesa de Piracicaba é formada por dois bairros rurais: Santa Olímpia e Santana, fundados entre 1892 e 1893 por imigrantes tiroleses de língua italiana (Trentinos), oriundos do Vale do Rio Ádige. Posteriormente, chegaram famílias oriundas de outros vales trentinos, como do Vale do Rio Cembra.
A região do Tirol Meridional de onde saíram os imigrantes pertenceu até 1918 à Áustria (Império Austro-húngaro) e, após a Primeira Guerra Mundial, foi anexada ao território italiano, sendo atualmente chamada Província Autônoma de Trento.

## Tiroleses-trentinos em Piracicaba
Incentivados pela família Stenico, que estava no Brasil desde 1877, outras famílias seguiram o mesmo caminho da imigração. Em dezembro de 1881, vieram as famílias Correr, Forti, Brunelli e Pompermayer (Distrito de Romagnano), Degaspari (Distrito de Sardagna), Christofoletti (Distrito de Cortezano).
Em 24 de dezembro de 1881, os primeiros imigrantes desembarcaram, com o navio alemão Frankfurt, no Rio de Janeiro e no dia 31 de dezembro em Santos. De Santos, seguiram diretamente para a Fazenda Sete Quedas na cidade de Campinas, de propriedade do Visconde de Indaiatuba, onde trabalharam como colonos.
Quando o contrato da fazenda terminou, os colonos mudaram-se para Piracicaba, trabalhando na Fazenda Monte Alegre. Após quatro anos de árduo trabalho, as famílias compraram a Fazenda Santa Olímpia com o que economizaram. Assim, em 20 de novembro de 1892, surge o que seria posteriormente o Bairro Santa Olímpia. Seus principais núcleos famíliares eram formados pelas famílias Correr, Pompermayer, Stenico, Christofoletti, Brunelli, Degaspari, Forti, Veneri, Negri e Zotelli.

## Cultura
Descendentes de imigrantes vindos dos distritos de Romagnano, Sardagna, Cortesano e Vigo Meano, no Vale do Rio Ádige (Valle del Adige, Etschtal), e de Albiano, no Vale do Rio Cembra (Val di Cembra, Zimbertal), os habitantes procuraram manter a cultura tirolesa nas mais diversas formas (dialeto, culinária, religiosidade, tradições, folclore etc). 
Os bairros contam com vários grupos culturais que preservam as tradições dos antepassados:

### Danças típicas
- Grupo Santa Olímpia de danças folclóricas (Santa Olímpia), com categorias adulto, juvenil e infantil.
- Grupo Folclórico Cortesano (Santana)
- Grupo Folclórico Avanti Trentini (Santana)
- Grupo Folclórico Nostalgia (Santana)

### Corais
- Coro Stella Alpina (Santa Olímpia)
- Coro Càneva (Santa Olímpia)
- Coro infantil Và Pensiero (Santa Olímpia)
- Coro infantil Mazzolin di Fiori(Santana)

### Bandas
- Banda Típica Nostalgia (Santana)

### Festas
Nos dois bairros é possível encontrar durante todo o ano festas que trazem um pouco da cultura tirolesa:
Os bairros de Santa Olímpia e de Santana preservam anualmente, na terça-feira de Carnaval, a tradição da Festa de la Cucàgna, uma festa típica trentina com muita animação e cantos de carnaval.
O bairro de Santa Olímpia organiza anualmente a Festa da Polenta de Santa Olímpia uma típica festa trentina com muita música, danças folclóricas e culinária trentino-tirolesa. A festa é realizada sempre no último final de semana de julho e recebe nos três dias mais de 15 mil visitantes.
O bairro de Santana organiza anualmente a Festa do Vinho, com apresentações folclóricas e muita música tirolesa.

## Arquitetura
A arquitetura dos bairros é antiga e simples, nos moldes da colonização. Pode-se dizer que atualmente buscam-se os modelos tradicionais tiroleses, que podem ser observados em residências de Santana e Santa Olímpia, de forma a ressaltar a identidade cultural dos bairros.
A Igreja de Santa Olímpia lembra aquelas igrejas tirolesas de montanha. Projetos de urbanização típica estão em andamento. A grande escadaria, ao lado da igreja de Santa Olímpia, construída no ano de 1945, é uma das raríssimas escadarias para procissões da vias sacras ainda existentes no mundo. A escadaria conta com 90 degraus, divididos em 15 lances de escada, um para cada estação da Via Sacra.

## Economia
Santa Olímpia e Santana contam com uma economia relativamente diversificada, com base na vinicultura e agricultura, e partem para o turismo que encontra-se em constante crescimento.